# Domingo Rey d'Harcourt
Domingo Rey d'Harcourt (Pamplona, Navarra, 20 de diciembre de 1885 - Pont de Molins, Gerona, 7 de febrero de 1939) fue un militar español que participó en la guerra civil española, destacando por su actuación durante la Batalla de Teruel. Hecho prisionero tras resistir durante tres semanas, sería ejecutado por tropas republicanas al final de la Campaña de Cataluña, junto con un numeroso grupo de prisioneros franquistas.

## Biografía
Nació el 20 de diciembre de 1885 en Pamplona, hijo de Enrique Rey Naveiro, teniente coronel de Infantería, y de Luisa d'Harcourt y Moriones. En 1902 ingresó en la Academia de Artillería de Segovia, de la que se graduó como primer teniente en 1907.
En 1916 contrajo matrimonio en Tolosa (Guipúzcoa) con Leocadia Alegría y Arrillaga. Su hijo Enrique, alférez provisional de Regulares 1, murió en el frente de Brunete el 18 de julio de 1937. Su hija Ana María permaneció junto con su madre en el reducto de la Comandancia Militar durante el sitio de Teruel y la acompañó en su cautiverio después de la rendición de la plaza.

### Carrera militar
- Primer Teniente en 1905.
- Capitán en 1913. Destinado en el Regimiento de Artillería de Montaña (Melilla) entre 1913 y 1915. Posteriormente, en el Regimiento de Artillería montado n.º 13, de guarnición en Logroño.
- Comandante en 1924.
- Teniente coronel en 1935.[2]
- Coronel habilitado en 1937.[4] En 1944 se le concedió el empleo efectivo de Coronel con antigüedad de 23 de enero de 1939.[5]

Aunque nunca ascendió oficialmente a General de Brigada, en 1962 se reconoció a su viuda la pensión de viudedad correspondiente a ese empleo.

### Guerra civil española
Se encontraba en Zaragoza cuando se unió a la sublevación militar que dio comienzo a la guerra civil española. En agosto de 1936 participó en los combates en la zona de Almudévar-Tardienta (provincia de Huesca) y entre diciembre de 1936 y febrero de 1937 estuvo al frente de la circunscripción Almudévar-Huesca.
En febrero de 1937 fue destinado al sector de Teruel como segundo jefe de la circunscripción de Teruel y jefe de Artillería de la plaza. En abril de 1937 fue nombrado Gobernador Militar de Teruel y en tal calidad fue sitiado en la ciudad por el Ejército Popular en diciembre de ese año. Ante la superioridad republicana retiró sus tropas al casco urbano y desistió de mantener la defensa en la posición de La Muela. Los mandos franquistas ordenaron al Coronel que mantuviera la defensa de la posición hasta que llegaran las tropas de socorro para levantar el cerco. Pero ante la evidente superioridad militar de los republicanos hubo de capitular y el 7 de enero de 1938 firmó el acta de rendición, pasando al cautiverio junto al Obispo de Teruel y otros 1500 prisioneros.

### Cautiverio y muerte
Rey d'Harcourt fue procesado por traición a la República y quedó encarcelado primero en Valencia y luego en Barcelona. Al iniciarse la Ofensiva de Cataluña fue conducido por soldados republicanos hacia la frontera con Francia. La mañana del 7 de febrero de 1939 sus últimos guardias le condujeron hasta un área situada poco antes de llegar a los pasos fronterizos. Tras tomar la carretera de Les Escaules, se detuvieron a kilómetro y medio, muy cerca del barranco Can Tretze, obligando a los prisioneros a subir por el cauce seco del río Muga hasta el lugar donde fueron fusilados. Junto con él fueron asesinados otros cuarenta y dos prisioneros franquistas de la batalla de Teruel, entre los que se encontraba Anselmo Polanco, obispo de Teruel, y también 21 prisioneros italianos y un alemán. Tras ser fusilados, los cadáveres fueron rociados con gasolina y quemados. Los restos del coronel Rey d'Harcourt hubieron de permanecer en el lugar en que fue fusilado hasta 1972, por decisión del régimen franquista.
En el mismo lugar, en 1940 se levantó un monumento en memoria de los fusilados.

## Polémica en la España franquista sobre la figura de Rey d'Harcourt
La capitulación le valió a Rey d'Harcourt el reproche general de la cúpula militar franquista, que esperaban que continuara resistiendo hasta el último hombre. Numerosos artículos de prensa hablaron entonces de cobardía y de traición, y la justicia militar lo procesó. 
A partir del final de la guerra empezaron a levantarse voces en su favor, en especial entre sus compañeros del arma de Artillería. En su influyente obra Operaciones militares en la guerra de España (1940), el autor franquista Luis María de Lojendio justificó la actuación de Rey d'Harcourt y desde entonces esta fue la línea seguida por los más conocidos historiadores militares. El procedimiento judicial seguido en su contra sería sobreseído en 1940, por una resolución en la que se respaldaban explícitamente todas las acciones del coronel, aunque la plena rehabilitación que buscaban sus familiares no llegaría nunca a producirse.